# Есенбаев (село)
Есенбаев (каз. Есенбаев) — село в Амангельдинском районе Костанайской области Казахстана. Входит в состав Карасуского сельского округа. Код КАТО — 393459400.

## Население
В 1999 году население села составляло 127 человек (66 мужчин и 61 женщина). По данным переписи 2009 года, в селе проживало 75 человек (34 мужчины и 41 женщина).